# 成城幼稚園
成城幼稚園（せいじょうようちえん）は、東京都世田谷区祖師谷に所在する私立幼稚園。
設置者は学校法人成城学園。1925年（大正14年）創立。初代主事は小林宗作。

## 歴史
1917年（大正6年）、陸軍士官学校志望者への予備教育校であった東京市牛込区（現在の東京都新宿区）の成城学校内に、当時の校長澤柳政太郎が成城小学校を設置した（現在の成城学園初等学校の起源）。この成城小学校児童の学齢が進むにつれ、澤柳の提唱する自由教育的カリキュラムを継続して受けさせたいという保護者の要望が高まり、1922年（大正11年）には進学先として成城第二中学校が同じく成城学校内に創設された。しかし、成城学校の敷地や校舎の一部を使用する体制には限界が生じ、成城小学校の2代目主事小原國芳らが中心となって校地の移転計画が進められ、1925年（大正14年）、東京府北多摩郡砧村（現在の世田谷区砧地域）に成城玉川小学校・成城第二中学校の移転開校に至った。
この移転とともに1925年5月、成城幼稚園が創立された。当初は成城学園に勤務する教職員子弟の保育を目的とした無認可の施設であり、専用の園舎はなく小原國芳主事私宅の応接間と庭を借りただけのもの、園児は6名、教職員は主任の小林宗作と保母林和子の2名という体制で始まった。小林宗作（金子宗作）は1923年からヨーロッパ各地に留学してリトミック教育を修め帰国したばかりの教育家であった。当時の成城地区は開発着手直後のまばらな住宅街のほかは武蔵野の野原が広がる地で、野に出て自由な遊びが行われ、リトミックも指導された。また開園直後から給食も実施されていた。
1926年（大正15年）、財団法人成城学園の設立が認可されて（現在の学校法人成城学園の起源）、砧村の各校は正式に成城学校から分離独立し、翌1927年（昭和2年）成城幼稚園の設立が文部省に認可され正規の学校となった。初代園長は澤柳政太郎、実質的な責任教員である初代主事に小林宗作。同年、園舎が完成。小林主事の意向を取り入れ、方形の建物の中央部にホールを置き、その周囲に教室や職員室を配置する当時としては珍しい造りだった。
1944年（昭和19年）6月、太平洋戦争の激化を受け休園。1945年（昭和20年）5月25日、空襲により園舎を焼失。終戦後、成城高等女学校の校舎や東宝撮影所近くにあった元大東塾の建物などを借りて保育を再開。1951年（昭和26年）に園舎再建。以降、学校教育法に基づく新制幼稚園として現在に至る。2015年（平成27年）に創立90周年。
最寄駅は小田急線成城学園前駅であるが、園地は成城地区側の成城大学や成城学園中学校高等学校とは仙川を挟んで向かい合った祖師谷地区にある。豊かな自然に囲まれている。

## 年表
- 1925年（大正14年） 5月、東京府北多摩郡砧村に創立[17]。
- 1927年（昭和2年）　文部省により成城幼稚園設立正式認可。初代主事に小林宗作。初代園舎落成。
- 1937年（昭和12年） 小林主事退職[18][19]。
- 1940年（昭和15年） 2代目園舎落成。
- 1944年（昭和19年） 6月15日、太平洋戦争の影響による保育中止命令を受け一時休園。
- 1945年（昭和20年） 5月25日、成城地区への空襲により園舎を焼失。終戦後、成城高等女学校の食堂を借りて保育を再開。
- 1946年（昭和21年） 東宝撮影所近くの元大東塾の建物を借用する。
- 1948年（昭和23年） 成城学園高等学校の教室を借用する。
- 1951年（昭和26年） 3代目園舎落成[15]。
- 1972年（昭和47年） 4代目園舎落成[17]。
- 2006年（平成18年） 現園舎（5代目）落成[17]。
- 2015年（平成27年） 創立90周年。